# Cô gái bán hoa
Cô gái bán hoa (tiếng Triều Tiên: 꽃 파는 처녀, Kkot panŭn ch'ŏnyŏ, âm Hán Việt: Mại hoa cô nương) là một bộ phim ca nhạc kinh điển của Điện ảnh Bắc Triều Tiên.
Ra đời năm 1972, bộ phim được chuyển thể từ vở ca kịch cùng tên của Kim Nhật Thành - đây là một trong "Ngũ Đại Cách mạng Nhạc kịch" của lĩnh vực sân khấu CHDCND Triều Tiên.

## Nội dung
Câu chuyện được đặt trong những năm 1930, và được dựa trên phong trào du kích kháng Nhật chống trong thời gian chiếm đóng của Nhật Bản tại Triều Tiên. Một cô gái nông thôn nghèo, quanh người mà cốt truyện là trung tâm, chọn những bông hoa trên núi mỗi ngày để bán tại thị trường, để chăm sóc cho người mẹ bị bệnh của cô. Ngoài ra, cô ấy có một em gái mù, và cha cô là người quá cố. Mẹ cô là trong nợ cho chủ nhà, và bị phá sản và không thể mua thực phẩm. Của chủ nhà cấp dưới thường xuyên quấy rối các cô gái và gọi điện cho cô ấy làm việc cho họ, mà mẹ cô từ chối. Cô gái sau đó tìm thấy em gái mù của cô cố gắng kiếm tiền bằng cách hát trên đường phố, với sự tức giận của mình.
Cuối cùng, bà thu thập đủ tiền để mua thuốc cho mẹ bị bệnh của cô, nhưng do thời gian cô quay trở về, mẹ cô đã chết. Vợ của chủ nhà trở nên rất ốm, và nghi ngờ rằng em gái mù cô gái hoa là sở hữu theo tinh thần của người mẹ quá cố của mình, và để sắp xếp cho cô được đông lạnh đến chết trong tuyết. Tại thời điểm này, anh trai cô, người đã gia nhập quân đội cách mạng, trở về nhà thăm gia đình khi ông nhận ra rằng cô gái bán hoa đã bị khóa, và để tổ chức một nhóm dân làng để lật đổ chủ nhà.

## Diễn viên
- Hồng Nghiên Hi (Hong Yong-hee)... cô gái bán hoa
- Hàn Trân Thiệp (Han Chon-sob)... cụ già
- Hồng Vĩnh Huy (Hong Yong-hui)... Kop-pun
- Kim Lăng Lân (Kim Ren-rin)... Chol Yong
- Cao Tố Nham (Ko So-am)... địa chủ
- Lưu Hứa Nam (Ryu Hur-nam)... bà mẹ

## Ê-kíp
- Âm nhạc: Tống Đăng Tuân (Song Daeng-chun)
- Quay phim: Phác Bính Thọ (Park Pyeong-su), Lý Hi Thánh (Ri Hee-seong)